# Judit Giró
Judit Giró Benet (Vallmoll, 1996) es una ingeniera biomédica española inventora de un dispositivo denominado The Blue Box capaz de detectar de manera precoz el cáncer de mama mediante una muestra de orina.

## Trayectoria
Se graduó en Ingeniería biomédica en la Universidad de Barcelona, donde como trabajo de fin de carrera, motivado por el diagnóstico de cáncer de mama de su madre, desarrolló un algoritmo capaz de detectar este cáncer a través de la orina basándose en el estudio de los investigadores Hywel Williams y Andres Pembroke, publicado en 1989 en la revista científica The Lancet, que concluye que los perros son capaces de detectar el cáncer a través del olfatopuesto que este produce cambios metabólicos que alteran el sabor, la textura, la forma o el olor del cuerpo. Su propósito era reproducir, mediante la tecnología, la fisiología del perro en un microprocesador Arduino y unos sensores, y traducir la corteza olfativa del cerebro en un fragmento de código Python. Para ello, en colaboración con el doctor Josep Gumà del Hospital Universitari de Sant Joan de Reus, recogió 90 muestras de orina procedentes tanto de mujeres sanas como de mujeres con cáncer de mama metastásicoy logró un algoritmo con una sensibilidad del 75%.
Posteriormente cursó el Máster Embedded Cyber-physical System en la Universidad de California en Irvine y mejoró la tasa de clasificación de este sistema conocido como The Blue Box hasta el 95%. En esta universidad investiga junto al catedrático Fadi Kurdahi. Con el informático Billy (Po-an) Chen, fundó la empresa tecnológica The Blue Box Biomedical Solutions, cuyo objetivo es mejorar el algoritmo para que detecte el cáncer de mama en fases más tempranas.
La gran ventaja de este dispositivo, similar a un test de detección del embarazo, basado en la tecnología de Inteligencia Artificial (IA), es que permite el diagnóstico sin someter a las pacientes a radiación, sin dolor y por un bajo costepuesto que este es diez veces menor de lo que cuesta realizar una sola mamografía. Tras analizar la muestra, se envían los resultados a la nube. Allí, se ejecuta el algoritmo y el diagnóstico puede ser consultado en tiempo real por la propia paciente en su teléfono móvil, a través de una app y almacenar su historial.

## Reconocimientos
En 2020, Giró ganó con The Blue Box las 35.000 libras del concurso James Dyson Award, que es un concurso internacional coordinado por la Fundación James Dyson, organización benéfica de James Dyson, que pretende impulsar a jóvenes estudiantes de ingeniería de diseño. Fue la primera vez que una persona española conseguía este reconocimiento internacional en sus 15 años de historia.
Además, obtuvo el premio Argal, con una dotación de 2.000 euros, y una beca de la Diputación de Tarragona, para impulsar la expansión de The Blue Box en Europa.